# Robert Stuker
Baron Robert Stuker (* 18. Februar 1863 Lützelflüh; † 12. Februar 1940 in Athen) war ein Schweizer Historiker, Prinzenerzieher am griechischen Hof, Dolmetscher und Diplomat. Durch seinen Zugang zu den Höfen Europas war er ein unmittelbarer Zeuge der politischen Umwälzungen zu Beginn des 20. Jahrhunderts.

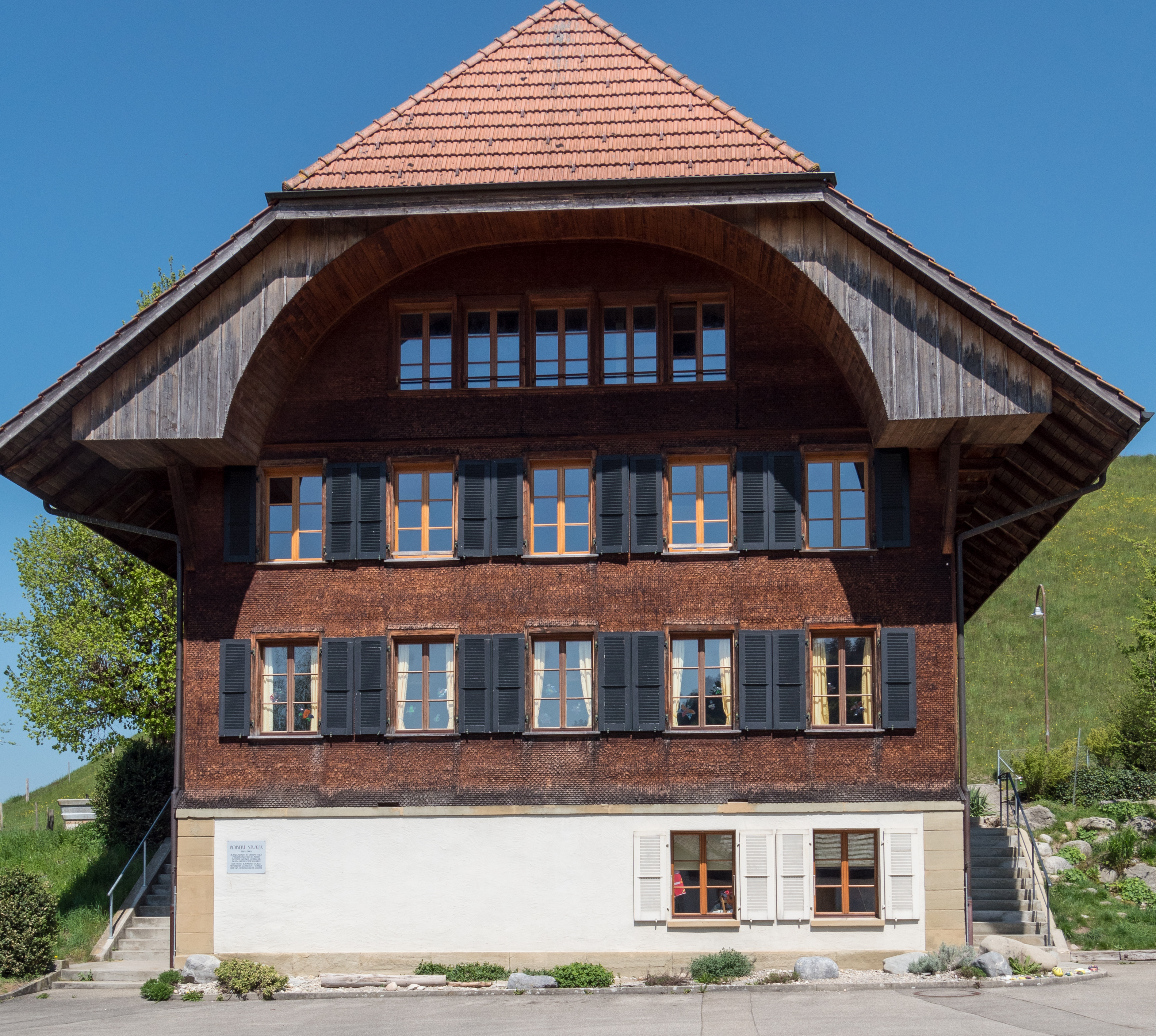
Geburtshaus von Robert Stuker in Lützelflüh-Grünenmatt

Stukers Vater Johannes war Lehrer. Die wohlhabende Familie – Seine Mutter war die Tochter des Gerichtssässen und Grossbauern Jakob Iseli von Pfaffenboden – ermöglichte ihm eine ausländische Schulbildung. Stuker erwarb ein Sekundarlehrerpatent in Bern, studierte aber in Basel weiter. In London wurde er zum Dr. phil. promoviert.
Im Jahre 1888 wurde er als privater Lehrer von einer Adelsfamilie in Athen angestellt. Zwei Jahre später trug ihm der griechischen Hof an, die griechischen Prinzen zu erziehen. Georg I. von Griechenland verlieh ihm 1902 den Titel eines königlichen Kammerherrn.
Stuker agierte auch als persönlicher Berater von Georg I. In dieser Rolle vertraute ihm der König diplomatische Missionen an. Stuker lernte die Höfe von Sankt Petersburg, Konstantinopel, Kopenhagen, London und Berlin kennen. Zu vielen damals wichtigen Personen hatte er Zugang: Königin Olga Konstantinowna Romanowa von Griechenland, König Christian IX., Sultan Abdülhamid II., Kaiser Wilhelm II., Königin Victoria (Vereinigtes Königreich), Zar Nikolaus II., Kaiser Menelik II. von Äthiopien und zu Winston Churchill. Bei Ausbruch des Ersten Weltkrieges ging die griechische Königsfamilie ins Exil. Stuker folgte der Familie.
Papst Pius XI. berief den reformierten Protestanten Stuker 1924 zum Zeremonienmeister und Dolmetscher des Vatikans. Diese Ämter übte Stuker bis 1935 aus, als er sich nach Schloss Gerzensee zurückzog. Stuker starb 1940 während einer Athenreise.
Stuker war Träger vieler europäischer Ehrungen und Titel. So wurde ihm der Titel eines Barons, des Pascha und des Commendatore verliehen.
Seine reichhaltigen Notizen und Sammlung sind unauffindbar. Vermutlich wurden sie von seinem Stiefsohn Jürg Stuker oder dessen Nachfolgern zusammen mit dem Hausrat 1989 versteigert.